# Tigherghar
Tigherghar (em árabe: تغرغار) é uma cidade localizada na província de Batna, no noroeste da Argélia. Sua população era de 6 800 habitantes, em 2008.